# Men Behaving Badly
Men Behaving Badly est une sitcom américaine en 35 épisodes de 22 minutes créée par Simon Nye dont seulement 28 épisodes ont été diffusés entre le 18 septembre 1996 et le 17 décembre 1997 sur le réseau NBC. Il s'agit de l'adaptation américaine de la série anglaise du même nom.

## Distribution

### Acteurs principaux
- Rob Schneider : Jamie Coleman
- Dina Spybey : Brenda Mickowski
- Ron Eldard : Kevin Murphy (saison 1)
- Justine Bateman : Sarah Stretten (saison 1)
- Ken Marino : Steve Cochrane (saison 2)
- Jenica Bergere : Katie (saison 2)

### Acteurs récurrents
- James Greene : Harry
- Julia Campbell : Cherie Miller
- Nada Despotovich : Claudia

### Invités
- Mark Christopher Lawrence : Russell
- Anna Gunn : Michelle
- Brian Doyle-Murray : Bob Halverson
- Eric Allan Kramer : le mari
- Aaron Lustig : Dr Alexander
- Aaron Neville : lui-même
- Richard Riehle : un étrange
- Geraldo Rivera : lui-même
- Cristine Rose : Dorothy Halverson
- Drake Bell : Charlie Atwood
- Shawn Christian : le plombier
- Philip Proctor : le ministre
- Keene Curtis : Potter Stevens
- Betty Murphy : la mère de Cherie
- Alex Trebek : lui-même
- Deborah Richter : Tiffany
- John O'Hurley : Johnny

## Production

### Fiche technique
- Titre : Man Behaving Badly
- Création : Simon Nye
- Réalisation : Michael Zinberg, James Burrows, Rod Daniel, Michael Lembeck, Brian K. Roberts et Sam Simon
- Scénario : Matthew Carlson, Simon Nye, Tom Brady, Neil Thompson, John Frink, Jeff Martin, Don Payne, Reid Harrison et Steven Levitan
- Direction artistique :
- Photographie : Mikel Neiers, Mike Berlin et Ronald W. Browne
- Montage : Timothy Mozer, Janet Ashikaga et Peter Chakos
- Musique : Ben Vaughn
- Casting : Marc Hirschfeld, Meg Liberman, Debby Romano et Gayle Pillsbury
- Production : Patrick Kienlen et Linda Nieber
  - Production exécutive : Marcy Carsey, Caryn Mandabach, Harvey Myman, Tom Werner, Tom Brady, John Bowman, Jeff Martin et Steven Levitan
  - Production associée : Tim Ryder, Sandi B. Hochman et Stephen Putnam
- Société de production : Vanity Logo Productions et Carsey-Werner Company
- Société de distribution : NBC
- Pays d'origine :  États-Unis
- Langue originale : anglais
- Format : couleur - 1,78:1 - son Dolby Digital
- Genre : Sitcom
- Durée : 22 minutes

 Sauf indication contraire, les informations mentionnées dans cette section peuvent être confirmées par la base de données cinématographiques IMDb,  présente dans la section « Liens externes ».

## Épisodes

### Première saison (1996-1997)
1. Babies Having Babies
2. Temptation
3. The Bed
4. Hot Parkas
5. Getting the Bugs Out
6. Jamie's in Love
7. Drunken Proposal
8. Sarah's Vestigial Organ
9. Road Trip
10. Christmas
11. Wet Nurse
12. The Odds Couple
13. Jamie Needs a Kid
14. Playing Doctor
15. Brenda Is Moved
16. I Am What I Am
17. The Party Favor
18. Getting Rid of Harry
19. After Midnight
20. Testing, Testing
21. It's Good to Be Dead
22. The Box

### Deuxième saison (1997)
1. No Retreat, No Surrender
2. Got Milk?
3. The Sting
4. Spoils of War
5. Special Delivery
6. The Gift of Jami
7. Here We Go Again
8. Jamie's Got Next
9. The Tape
10. The Truth About Cats and Ducks
11. The Fur Man Cometh
12. Welcome to JamieCo
13. Carpe Dino